# ラヨ・デ・ハリスコ・ジュニア
ラヨ・デ・ハリスコ・ジュニア（Rayo de Jalisco Jr.、1960年1月20日 - ）は、メキシコハリスコ州グァダラハラ出身の覆面レスラー。
父は「稲妻仮面」ことラヨ・デ・ハリスコ、息子はレイマンことイホ・デル・ラヨ・デ・ハリスコ・ジュニア。叔父にはトニー・シュガー、ブラック・シュガー、従兄弟にはウルトラ・ラヨ、ミステル・ラヨ、ラヨ・スターがいる。母もレスラーだった。

## 来歴
父ラヨの英才教育を受け1979年1月20日に地元グァダラハラでデビュー。1984年1月8日にはピラタ・モルガンを破ってメキシコナショナルヘビー王座獲得、1985年6月21日にはアレナ・メヒコでNWA世界ライトヘビー級王座を奪取し1年8ヶ月の長期政権を築きEMLLのトップ選手となる。
父直伝の空中殺法トペ・デ・レベルサ（背面プランチャ）得意技としている。
日本にはCMLL JAPAN、覆面マニアに参戦。
プライベートでも日本に夫妻で旅行をしており奈良の東大寺などをバックに写った写真が、冊子Gスピリッツにて息子のラヨデハリスコの後継者問題等のインタビューと共に掲載されている。

## 得意技
- トペ・デ・レベルサ（背面プランチャ）
- プランチャ

場外の相手めがけ、トップロープから大柄な体格を生かした両手を真上に上げたダイナミックな型。
- トペ・スイシーダ
- 張り手

両手を開き、上に上げるポーズをとってからの、大きな音の出るもの。
- 得意ムーブ

手で相手の足を触ろうとし相手がそれを避け観客が「オーレ！」と闘牛士の掛け声をする。

## 獲得タイトル
- NWA世界ライトヘビー級王座
- メキシコナショナルヘビー級王座
- メキシコナショナルタッグチーム王座
- メキシコナショナルトリオ王座
- CMLL世界トリオ王座
- CMLL世界タッグチーム王座
- CMLL世界ヘビー級王座
- WWA世界ヘビー級王座
- FILL世界ヘビー級王座
- WWA世界タッグ王座